# Leichtathletik-Weltmeisterschaften 2011/800 m der Frauen

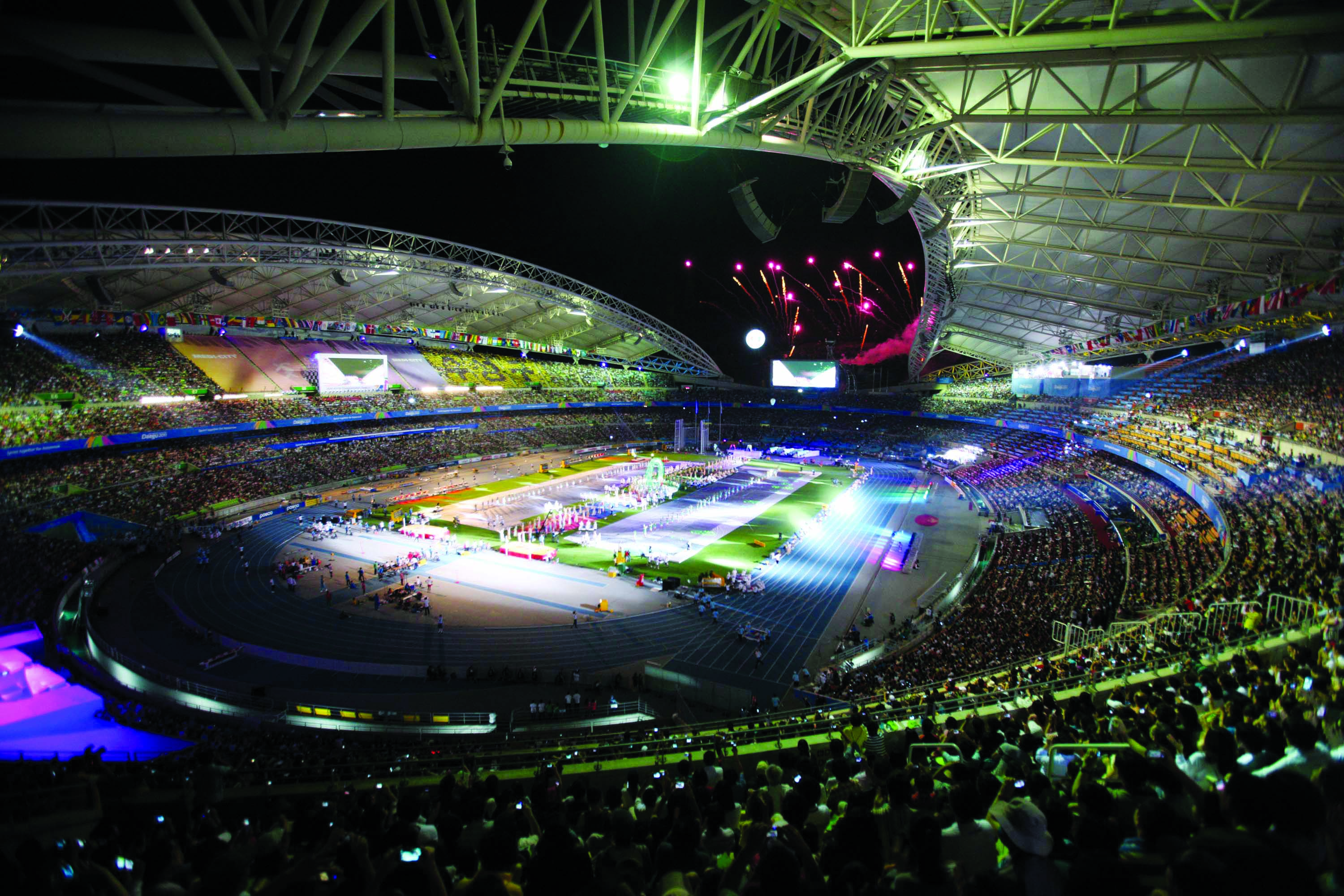
Das Daegu-Stadion im Jahr 2010

Der 800-Meter-Lauf der Frauen bei den Leichtathletik-Weltmeisterschaften 2011 wurde vom 1. bis 4. September 2011 im Daegu-Stadion der südkoreanischen Stadt Daegu ausgetragen.
Weltmeisterin wurde die südafrikanische Titelverteidigerin Caster Semenya. Sie gewann vor der Siegerin von 2007, Vizeweltmeisterin von 2009, Olympiazweiten von 2008, Afrikameisterin von 2006 und Vizeafrikameisterin von 2010 Janeth Jepkosgei Busienei aus Kenia. Bronze ging an die US-Amerikanerin Alysia Montaño, frühere Alysia Johnson.

## Bestehende Rekorde
| Weltrekord | 1:53,28 min | Jarmila Kratochvílová | München, BR Deutschland       | 26. Juli 1983  |
| WM-Rekord  | 1:54,68 min | Jarmila Kratochvílová | WM 1983 in Helsinki, Finnland | 9. August 1983 |

Der seit den ersten Weltmeisterschaften 1983 bestehende WM-Rekord wurde auch hier in Daegu nicht erreicht.
Es wurde ein Landesrekord erzielt:
- 1:59,17 min – Fantu Magiso (Äthiopien), drittes Halbfinale am 2. September

## Geschlechtsstatusfrage
Immer wieder taucht im Zusammenhang mit der Athletin Caster Semenya die Frage nach dem Geschlechtsstatus auf. Hier handelt es sich um eine heikle Problematik, die Frage ist, wo sind die Grenzen zu setzen, wie sollen entsprechende Kontrollen gestaltet werden, inwieweit sind Athletinnen in ihrer Persönlichkeit beeinträchtigt oder verletzt. Auch in der Vergangenheit war die Frage nach dem Geschlechtsstatus immer wieder aktuell. In den 1930er Jahren ging es um den Deutschen Heinrich Ratjen, der als Hochspringerin unter dem Namen Dora Ratjen bei zahlreichen nationalen und internationalen Veranstaltungen teilweise sehr erfolgreich teilnahm. Alle seine Resultate wurden nach 1938 gestrichen. Allerdings war er im Gegensatz zu Caster Semenya eindeutig ein Mann.
In den 1960er Jahren wurde das Thema noch einmal aktuell im Zusammenhang mit den Geschwistern Irina und Tamara Press aus der Sowjetunion, bei denen die Vermutung auftauchte, dass sie Hermaphroditen seien. Beide verschwanden nach Einführung der damals sogenannten Sextests, die in der Leichtathletik erstmals bei den Europameisterschaften 1966 realisiert wurden.
Heute sind die Tests zur Feststellung des Geschlechtsstatus in ihrer früheren Form abgeschafft. Allerdings stellt sich auch heute wieder die Frage, wo die Grenzen für die Teilnahme von Athletinnen im Frauensport liegen, und es gibt durchaus auch kritische Stimmen zu einer Teilnahmeberechtigung für Caster Semenya.

## Doping
In diesem Wettbewerb gab es vier Dopingfälle, betroffen waren drei russische und eine ukrainische Athletin.
- Marija Sawinowa, Russland, zunächst Rang 1. Der Verstoß der Athletin gegen die Antidopingbestimmungen wurde vom Internationalen Sportgerichtshof CAS mit einer Sperre von vier Jahren geahndet. Alle ihre vom 26. Juli 2010 bis 19. August erzielten Resultate wurden gestrichen.[7]
- Jekaterina Kostezkaja, Russland, zunächst Fünfte. Am 28. Juli 2014 gab die IAAF bekannt, dass es Abnormalitäten im Biologischen Pass der Athletin gegeben hatte, die zu einer zweijährigen Sperre bis zum 20. Januar 2015 führten. Kostezkajas betreffende Resultate wurden annulliert, darunter ihr fünfter Rang von diesen Weltmeisterschaften.[8]
- Julija Stepanowa (frühere Julija Russanowa), Russland, zunächst Achte. Die Athletin gehört zusammen mit ihrem Ehemann Witaly Stepanow zu den bekanntesten Whistleblowern der Sportwelt. Im Jahr 2011 wurden Unregelmäßigkeiten in Stepanowas Biologischem Pass gefunden, die zur Aberkennung von Resultaten führte. Ihr Mann Witaly arbeitete bei der russischen Antidopingagentur RUSADA. Als die beiden dann mit Enthüllungen an die Öffentlichkeit gingen, wurde er bei der RUSADA entlassen. Intensiv trug vor allem auch der deutsche Journalist Hajo Seppelt zu den weiteren Aufklärungen bei. Die Athletin beendete ihre Sportlaufbahn, inzwischen lebt das in Russland geächtete Ehepaar nicht mehr in ihrem Heimatland.[9]
- Tetjana Petljuk, Ukraine, im Vorlauf ausgeschieden. Es gab für sie einen für den 18. August 2009 gültigen positiven Dopingtest. Sie wurde nach Feststellung der positiven Probe für zwei Jahre bis zum 19. Februar 2015 gesperrt. Zahlreiche Resultate wurden gestrichen, darunter auch ihr Ergebnis von diesen Weltmeisterschaften.[10]

Benachteiligt waren zwei Teilnehmerinnen im Medaillenbereich sowie sechs Athletinnen, denen der Einzug in die jeweils nächste Runde verwehrt wurde. Unter Zugrundelegung der hier erzielten Resultate waren folgende Läuferinnen betroffen:
- Caster Semenya, Südafrika – erhielt den Weltmeistertitel und die Goldmedaille erst mit langer Verspätung
- Alysia Montaño, USA – erhielt ihre Bronzemedaille erst mit langer Verspätung und konnte nicht an der Siegerehrung teilnehmen
- Jenny Meadows, Großbritannien – über ihre Platzierung für das Finale qualifiziert
- Fantu Magiso, Äthiopien – über die Zeitregel für das Finale qualifiziert
- Lilija Lobanowa, Ukraine – über die Zeitregel für das Finale qualifiziert
- Luiza Gega, Albanien – über ihre Platzierung für das Halbfinale qualifiziert
- Nikki Hamblin, Neuseeland – über die Zeitregel für das Halbfinale qualifiziert
- Eglė Balčiūnaitė, Litauen – über die Zeitregel für das Halbfinale qualifiziert

## Vorrunde
Die Vorrunde wurde in fünf Läufen durchgeführt. Die ersten vier Athletinnen pro Lauf – hellblau unterlegt – sowie die darüber hinaus vier zeitschnellsten Läuferinnen – hellgrün unterlegt – qualifizierten sich für das Halbfinale.

### Vorlauf 1

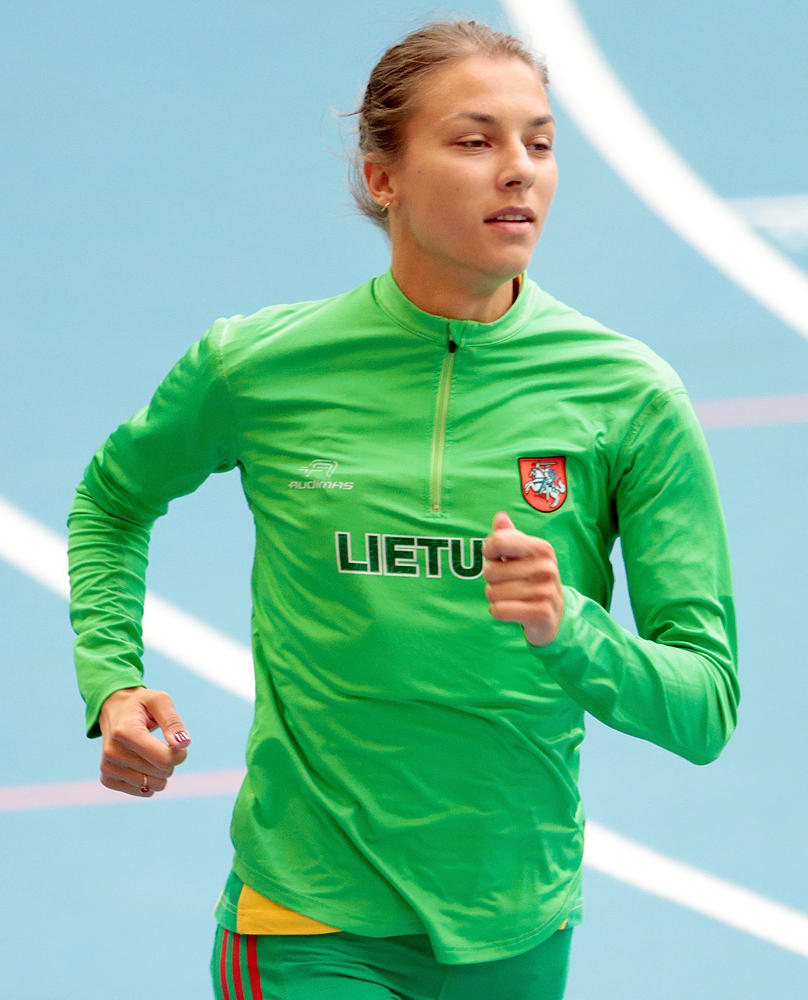
Eglė Balčiūnaitė – durch eine gedopte Athletin an der Halbfinalteilnahme gehindert
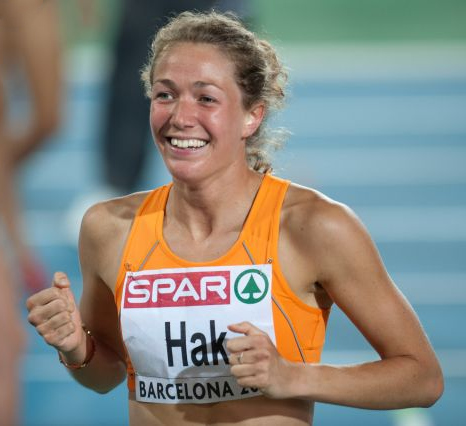
Yvonne Hak – ausgeschieden als Sechste in 2:03,05 min

1. September 2011, 11:40 Uhr
| Platz | Name                | Nation         | Zeit (min)                                         |
| ----- | ------------------- | -------------- | -------------------------------------------------- |
| 1     | Jenny Meadows       | Großbritannien | 2:01,11                                            |
| 2     | Maggie Vessey       | USA            | 2:01,32                                            |
| 3     | Rosibel García      | Kolumbien      | 2:01,33                                            |
| 4     | Eunice Jepkoech Sum | Kenia          | 2:01,37                                            |
| 5     | Eglė Balčiūnaitė    | Litauen        | 2:02,88 eigentlich für das Halbfinale qualifiziert |
| 6     | Yvonne Hak          | Niederlande    | 2:03,05                                            |
| DOP   | Julija Stepanowa    | Russland       | 2:01,38 für das Halbfinale zugelassen              |

### Vorlauf 2
1. September 2011, 11:48 Uhr
| Platz | Name               | Nation    | Zeit (min) |
| ----- | ------------------ | --------- | ---------- |
| 1     | Kenia Sinclair     | Jamaika   | 2:01,66    |
| 2     | Halima Hachlaf     | Marokko   | 2:01,80    |
| 3     | Julija Krewsun     | Ukraine   | 2:01,88    |
| 4     | Maryna Arsamassawa | Belarus   | 2:01,97    |
| 5     | Fantu Magiso       | Äthiopien | 2:02,58    |
| 6     | Merve Aydın        | Türkei    | 2:04,88    |
| 7     | Huh Yeon-Jung      | Südkorea  | 2:08,05    |
| 8     | Zourah Ali         | Dschibuti | 2:36,36    |

### Vorlauf 3

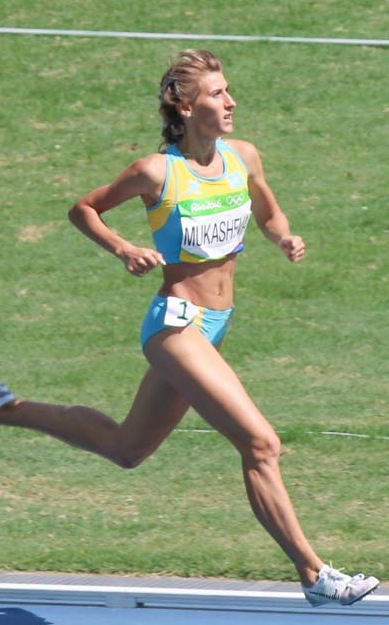
Margarita Mukaschewa – ausgeschieden als Fünfte in 2:04,24 min
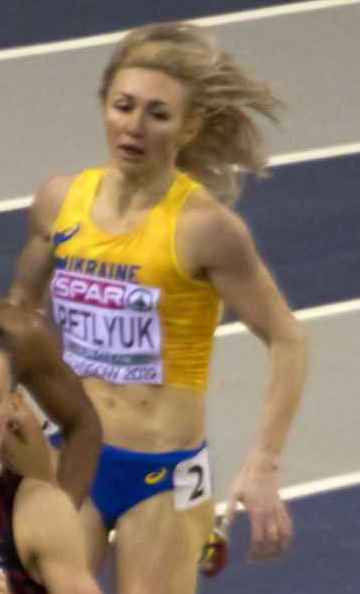
Tetjana Petljuk – gedopt und hier nicht im Ziel

1. September 2011, 11:56 Uhr
| Platz | Name                      | Nation         | Zeit (min)                                         |
| ----- | ------------------------- | -------------- | -------------------------------------------------- |
| 1     | Janeth Jepkosgei Busienei | Kenia          | 1:58,36                                            |
| 2     | Alysia Montaño            | USA            | 1:59,62                                            |
| 3     | Marilyn Okoro             | Großbritannien | 1:59,74                                            |
| 4     | Luiza Gega                | Albanien       | 2:03,21 eigentlich für das Halbfinale qualifiziert |
| 5     | Margarita Mukaschewa      | Kasachstan     | 2:04,24                                            |
| DOP   | Jekaterina Kostezkaja     | Russland       | 1:59,61 für das Halbfinale zugelassen              |
| DOP   | Tetjana Petljuk           | Ukraine        | DNF                                                |

### Vorlauf 4

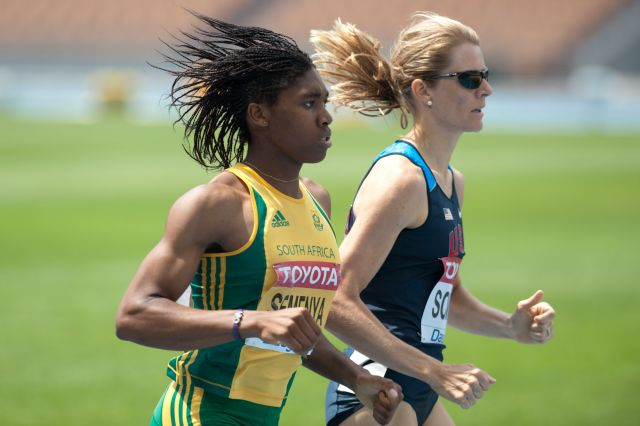
Caster Semenya (links) und Alice Schmidt im vierten Vorlauf

1. September 2011, 12:04 Uhr
| Platz | Name              | Nation     | Zeit (min)                            |
| ----- | ----------------- | ---------- | ------------------------------------- |
| 1     | Caster Semenya    | Südafrika  | 2:01,01                               |
| 2     | Cherono Koech     | Kenia      | 2:01,03                               |
| 3     | Alice Schmidt     | USA        | 2:01,11                               |
| 4     | Emma Jackson      | Australien | 2:01,17                               |
| 5     | Tintu Lukka       | Indien     | 2:01,89                               |
| 6     | Trương Thanh Hằng | Vietnam    | 2:03,52                               |
| DOP   | Marija Sawinowa   | Russland   | 2:01,01 für das Halbfinale zugelassen |

### Vorlauf 5

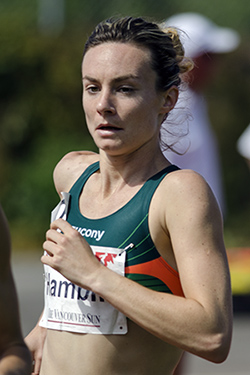
Nikki Hamblin – durch eine gedopte Läuferin aus dem Halbfinale gedrängt

1. September 2011, 12:12 Uhr
| Platz | Name                 | Nation     | Zeit (min)                                         |
| ----- | -------------------- | ---------- | -------------------------------------------------- |
| 1     | Annet Negesa         | Uganda     | 2:02,75                                            |
| 2     | Zahra Bouras         | Algerien   | 2:02,77                                            |
| 3     | Lucia Klocová        | Slowakei   | 2:02,81                                            |
| 4     | Lilija Lobanowa      | Ukraine    | 2:02,84                                            |
| 5     | Nikki Hamblin        | Neuseeland | 2:02,87 eigentlich für das Halbfinale qualifiziert |
| 6     | Lemlem Bereket       | Kanada     | 2:03,62                                            |
| 7     | Swjatlana Ussowitsch | Belarus    | 2:05,62                                            |

## Halbfinale
In den drei Halbfinalläufen qualifizierten sich die jeweils ersten beiden Athletinnen – hellblau unterlegt – sowie die darüber hinaus zwei zeitschnellsten Läuferinnen – hellgrün unterlegt – für das Finale.

### Halbfinallauf 1
2. September 2011, 19:25 Uhr
| Platz | Name                | Nation         | Zeit (min)                                     |
| ----- | ------------------- | -------------- | ---------------------------------------------- |
| 1     | Maggie Vessey       | USA            | 1:58,98                                        |
| 2     | Jenny Meadows       | Großbritannien | 1:59,07 eigentlich für das Finale qualifiziert |
| 3     | Eunice Jepkoech Sum | Kenia          | 1:59,94                                        |
| 4     | Rosibel García      | Kolumbien      | 2:00,79                                        |
| 5     | Annet Negesa        | Uganda         | 2:01,51                                        |
| 6     | Maryna Arsamassawa  | Belarus        | 2:02,13                                        |
| DNF   | Halima Hachlaf      | Marokko        |                                                |
| DOP   | Julija Stepanowa    | Russland       | 1:58,73 für das Finale zugelassen              |

Im ersten Halbfinale ausgeschiedene Läuferinnen:

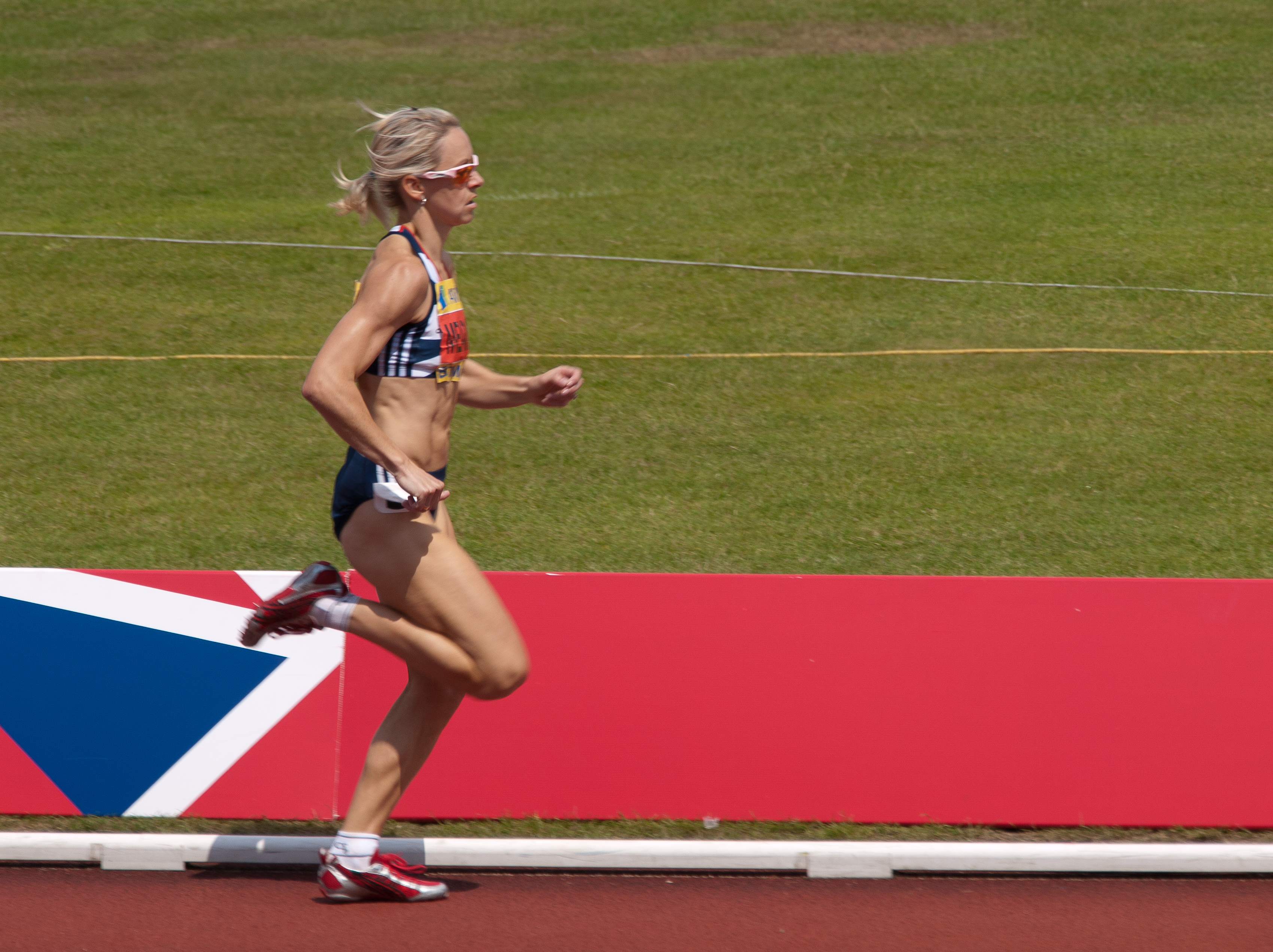
Jenny Meadows – nicht im Finale, weil eine gedopte Läuferin vor ihr lag
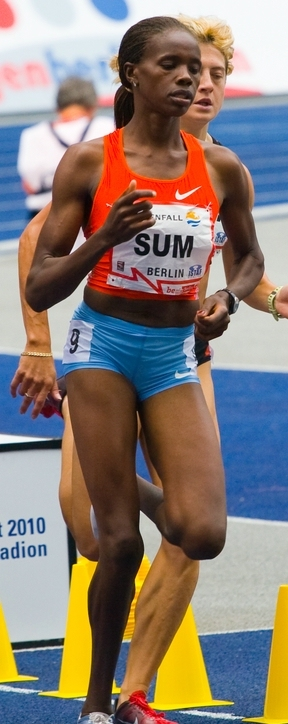
Eunice Jepkoech Sum Rang drei in 1:59,94 min
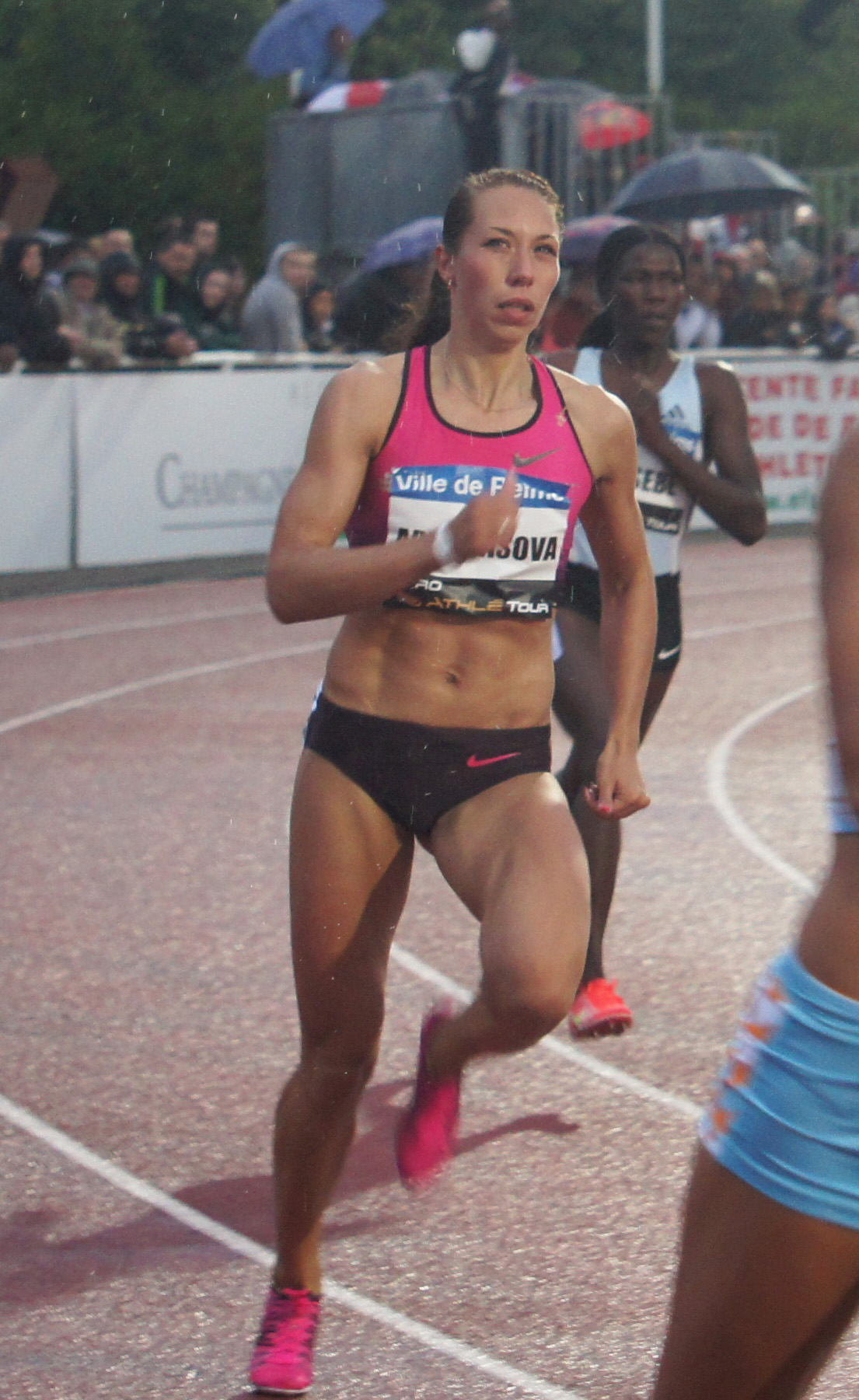
Maryna Arsamassawa Rang sechs in 2:02,13 min
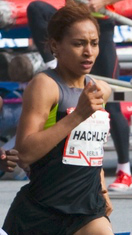
Halima Hachlaf Ziel nicht erreicht

### Halbfinallauf 2
2. September 2011, 19:33 Uhr
| Platz | Name                      | Nation     | Zeit (min)                                     |
| ----- | ------------------------- | ---------- | ---------------------------------------------- |
| 1     | Janeth Jepkosgei Busienei | Kenia      | 1:58,50                                        |
| 2     | Alysia Montaño            | USA        | 1:58,67                                        |
| 3     | Lilija Lobanowa           | Ukraine    | 1:59,38 eigentlich für das Finale qualifiziert |
| 4     | Emma Jackson              | Australien | 1:59,77                                        |
| 5     | Tintu Lukka               | Indien     | 2:00,95                                        |
| 6     | Lucia Klocová             | Slowakei   | 2:01,85                                        |
| 7     | Zahra Bouras              | Algerien   | 2:12,08                                        |
| DOP   | Marija Sawinowa           | Russland   | 1:58,45 für das Finale zugelassen              |

Im zweiten Halbfinale ausgeschiedene Läuferinnen:

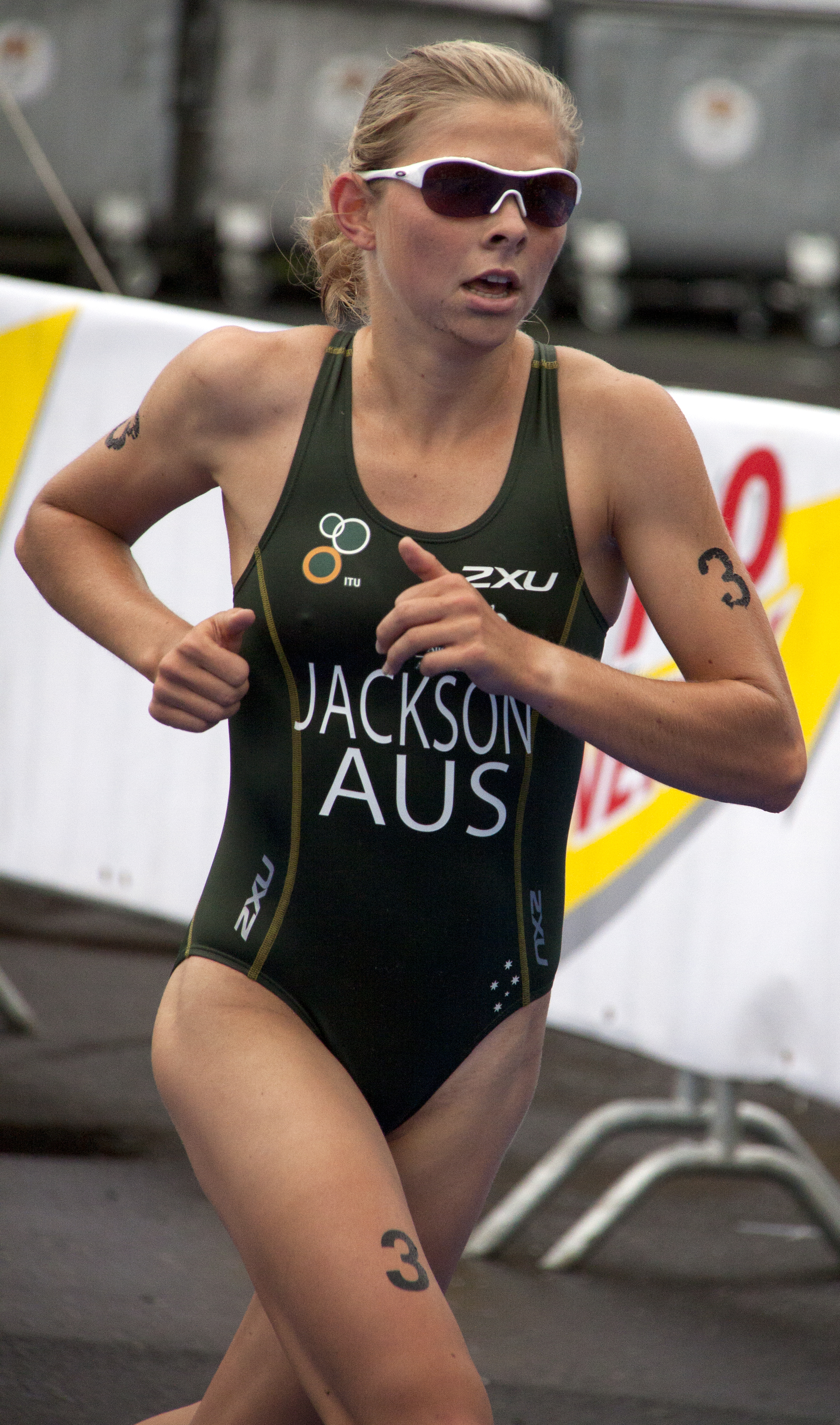
Emma Jackson Rang vier in 1:59,77 min
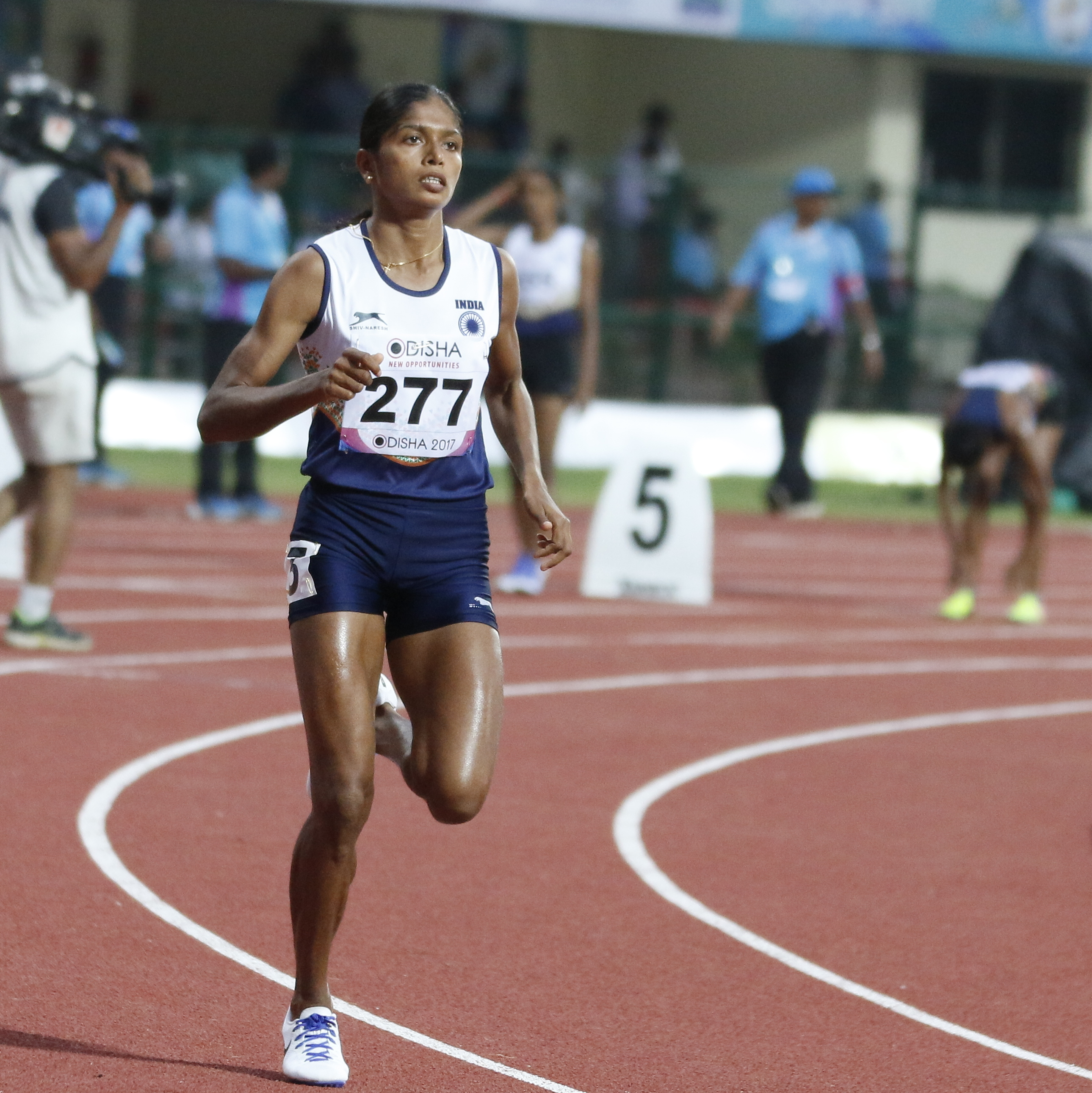
Tintu Lukka Rang fünf in 2:00,95 min
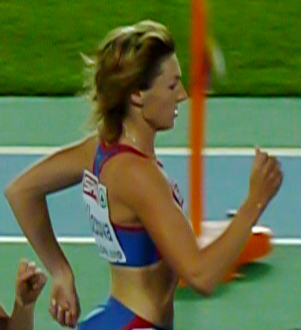
Lucia Klocová Rang sechs in 2:01,85 min

### Halbfinallauf 3
2. September 2011, 19:41 Uhr
| Platz | Name                  | Nation         | Zeit (min)                                        |
| ----- | --------------------- | -------------- | ------------------------------------------------- |
| 1     | Caster Semenya        | Südafrika      | 1:58,07                                           |
| 2     | Kenia Sinclair        | Jamaika        | 1:58,93                                           |
| 3     | Fantu Magiso          | Äthiopien      | 1:59,17 NR eigentlich für das Finale qualifiziert |
| 4     | Alice Schmidt         | USA            | 2:01,16                                           |
| 5     | Cherono Koech         | Kenia          | 2:01,48                                           |
| 6     | Marilyn Okoro         | Großbritannien | 2:01,54                                           |
| 7     | Julija Krewsun        | Ukraine        | 2:05,37                                           |
| DOP   | Jekaterina Kostezkaja | Russland       | 1:58,64 für das Finale zugelassen                 |

Im dritten Halbfinale ausgeschiedene Läuferinnen:

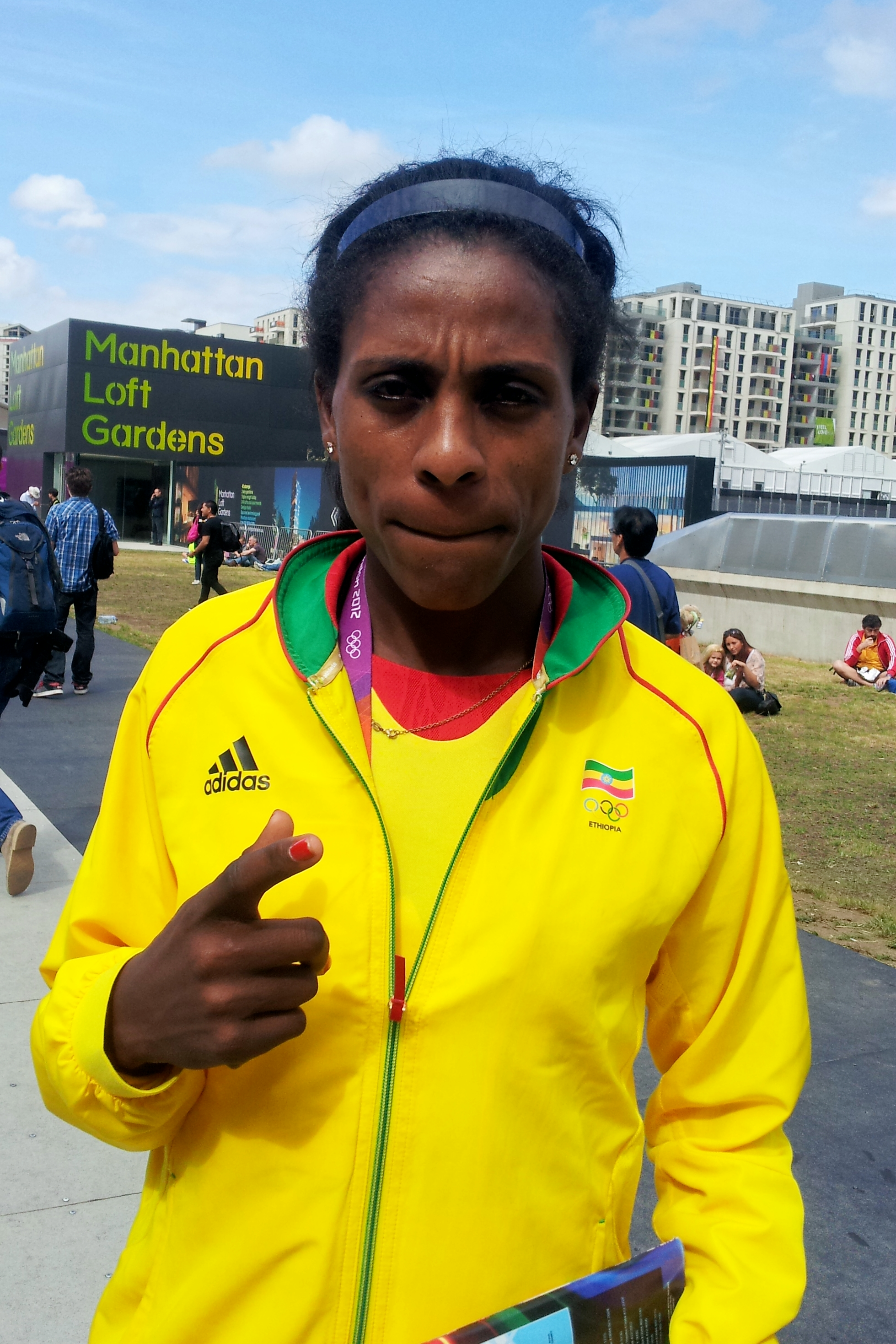
Fantu Magiso wäre über ihre Zeit – zudem noch Landesrekord – eigentlich für das Finale qualifiziert gewesen
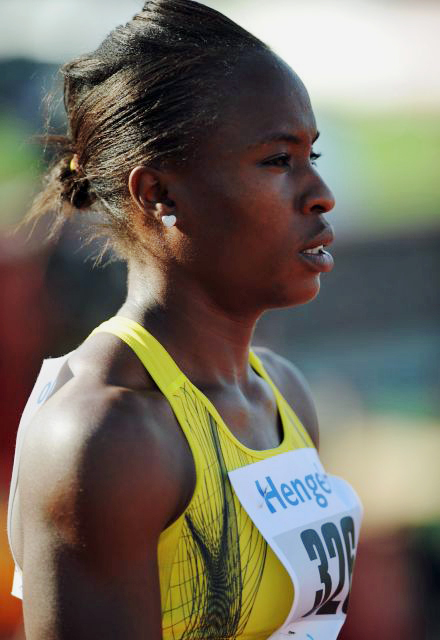
Marilyn Okoro Rang sechs in 2:01,54 min
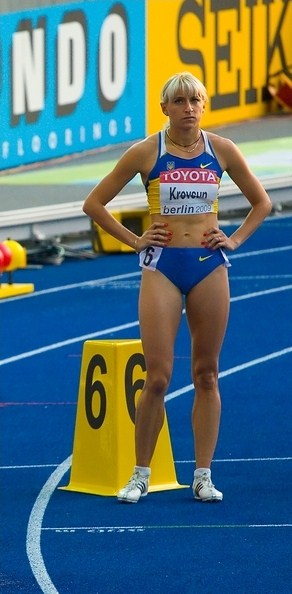
Julija Krewsun Rang sieben in 2:05,37 min

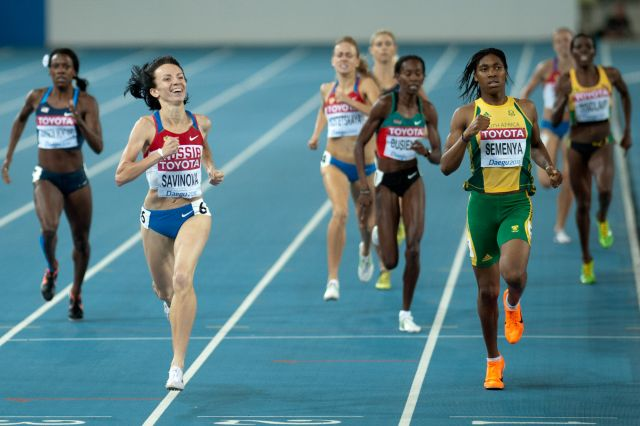
Zieleinlauf über 800 Meter, (v. l. n. r.): Montaño (3.), Sawinowa (gedopte Siegerin), Kostezkaja (gedopte 5.), Vessey (4.), Busienei (2.), Semenya (1.), Stepanowa (gedopte 8.), Sinclair (5.)

## Finale
4. September 2011, 20:15 Uhr
| Platz | Name                      | Nation    | Zeit (min) |
| ----- | ------------------------- | --------- | ---------- |
| 1     | Caster Semenya            | Südafrika | 1:56,35    |
| 2     | Janeth Jepkosgei Busienei | Kenia     | 1:57,42    |
| 3     | Alysia Montaño            | USA       | 1:57,48    |
| 4     | Maggie Vessey             | USA       | 1:58,50    |
| 5     | Kenia Sinclair            | Jamaika   | 1:58,66    |
| DOP   | Marija Sawinowa           | Russland  | 1:55,87    |
| DOP   | Jekaterina Kostezkaja     | Russland  | 1:57,82    |
| DOP   | Julija Stepanowa          | Russland  | 1:59,74    |

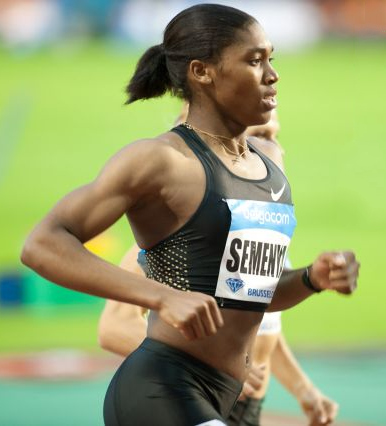
Caster Semenya – Die Titelverteidiger siegte letztendlich doch
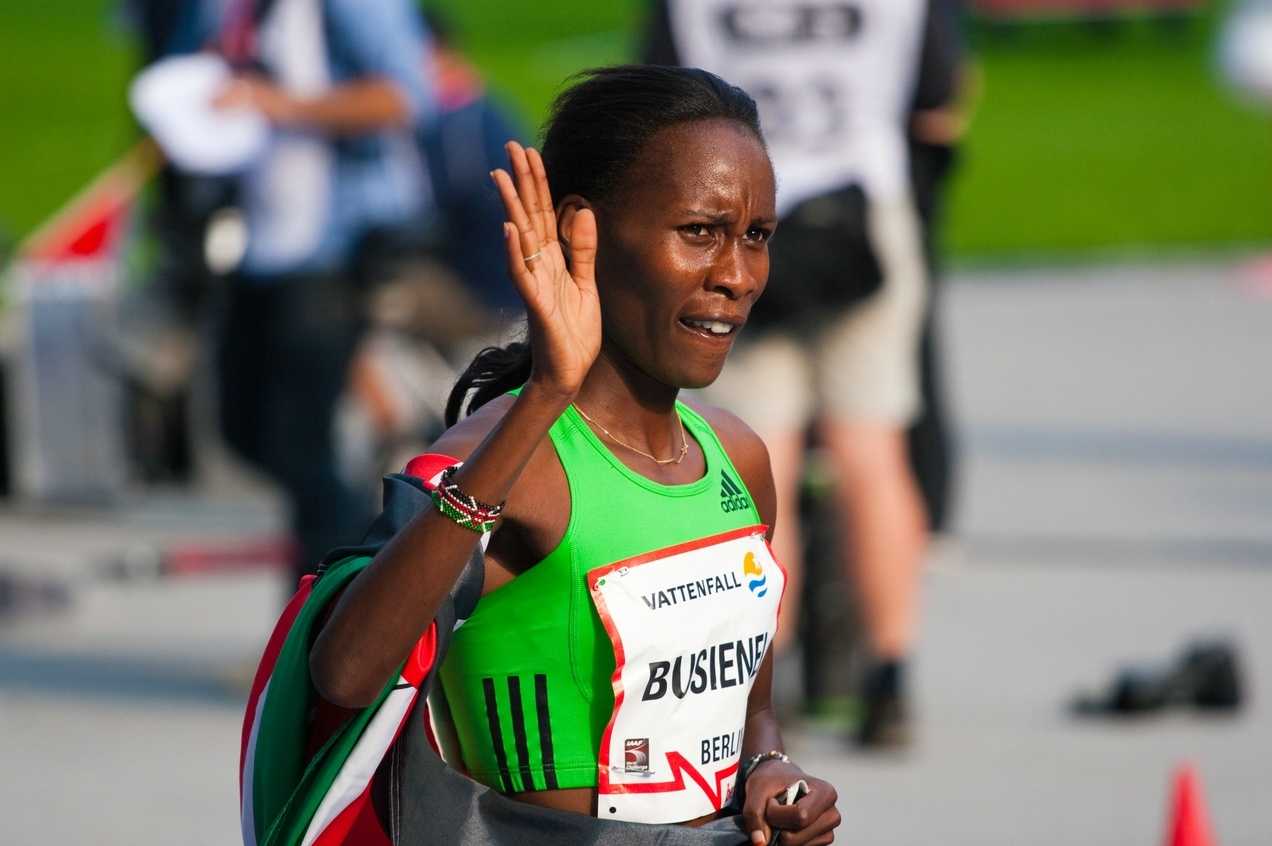
Janeth Jepkosgei Busienei – Die Weltmeisterin von 2007 gewann wie 2009 Silber
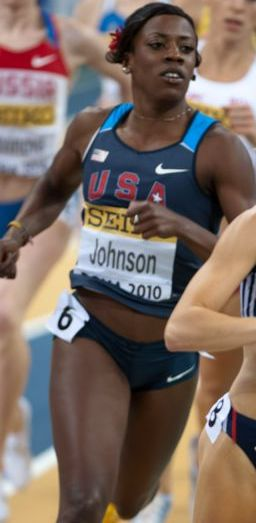
Bronzemedaillengewinnerin Alysia Montaño, frühere Alysia Johnson

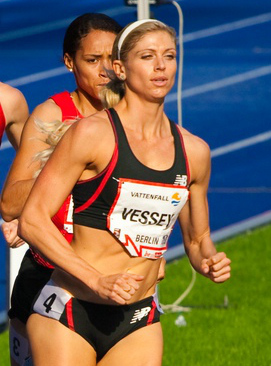
Maggie Vessey belegte Rang vier
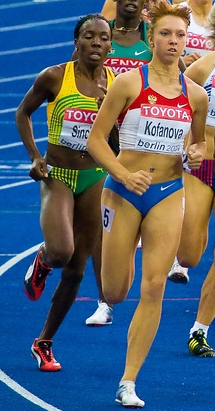
Kenia Sinclair (links in Gelb) kam auf den fünften Platz
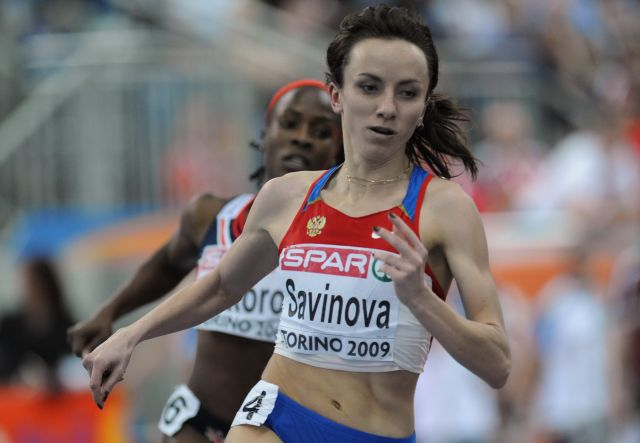
Die zunächst siegreiche Marija Sawinowa war gedopt und wurde disqualifiziert
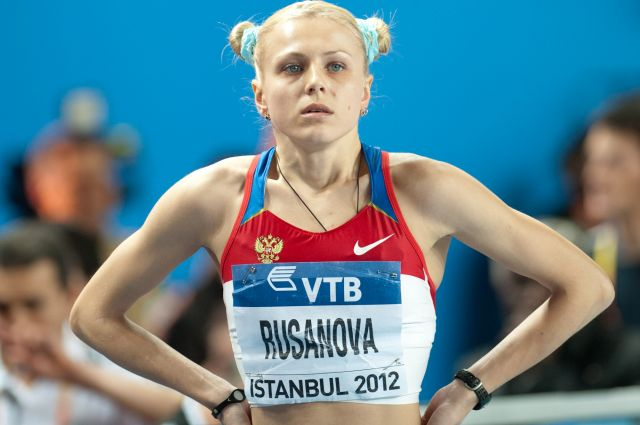
Julija Stepanowa, frühere Julija Russanowa – gedopt und disqualifiziert

## Video
- 800 Metres Final Women IAAF World Championships Daegu 2011, youtube.com, abgerufen am 3. Januar 2021